# .bd
.bd је највиши Интернет домен државних кодова (ccTLD) за Бангладеш. Администриран је од стране Министарства поште и телекомуникација Бангладеша.